# Tapeçaria de Bayeux

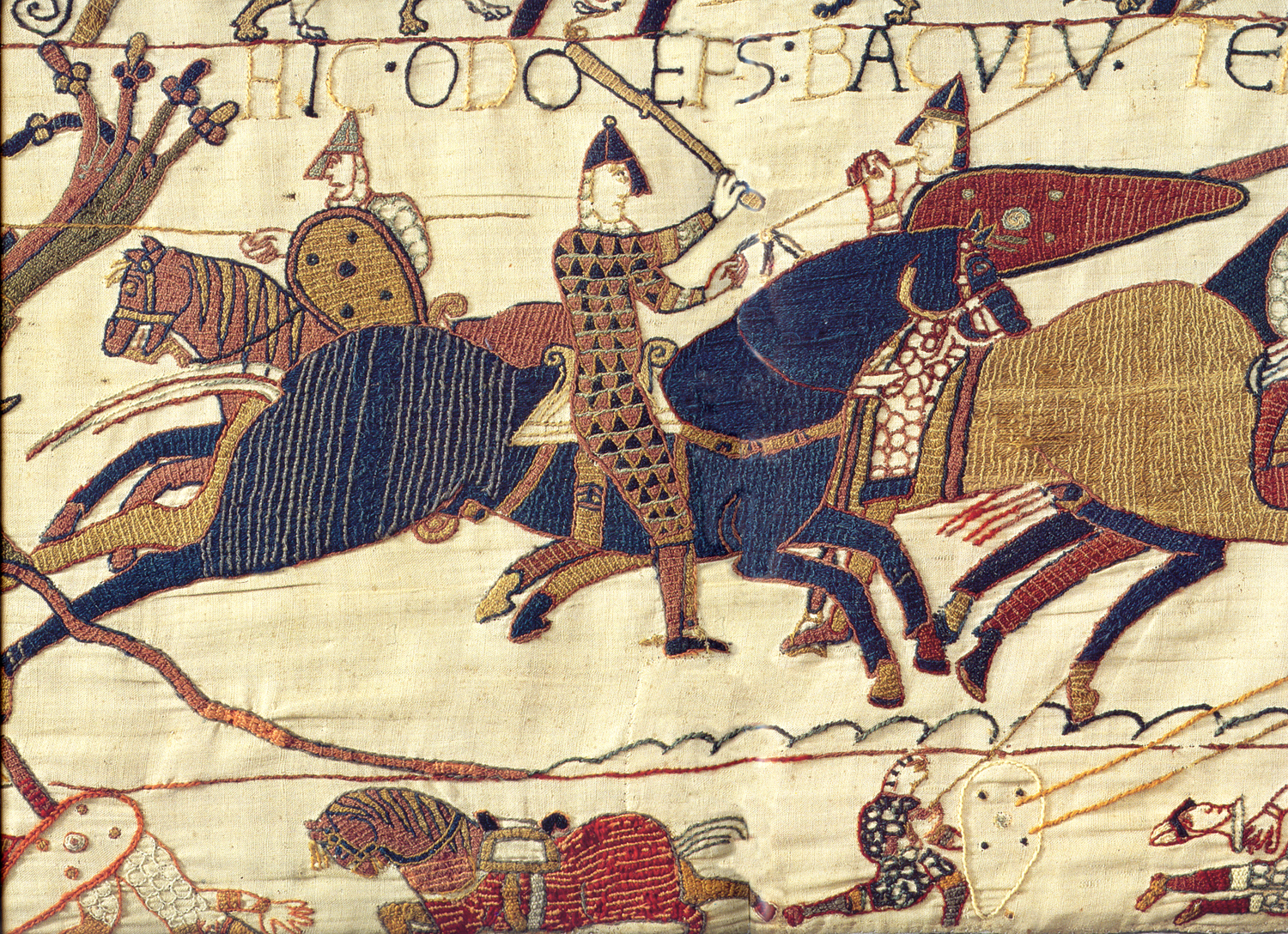
Uma cena da Tapeçaria de Bayeux representando o Bispo Odo reunindo o exército do Duque Guilherme durante a Batalha de Hastings em 1066

A Tapeçaria de Bayeux (UK [baɪˈjɜː,_beɪʔ], US [ˈbeɪjuː,_ˈbaɪʔ]; em francês:  Tapisserie de Bayeux [tapisʁi də bajø] ou La telle du conquest; em latim: Tapete Baiocense) é um tecido bordado de quase 70 metros de comprimento e 50 centímetros de largura, que retrata os eventos que levaram à conquista normanda da Inglaterra em 1066, liderada por Guilherme II da Normandia, desafiando Haroldo II, rei da Inglaterra, e culminando no Batalha de Hastings. Acredita-se que data do século XI, poucos anos após a batalha. É amplamente aceito como tendo sido feito na Inglaterra, talvez como um presente para Guilherme, já que ela conta a história do ponto de vista dos conquistadores normandos e durante séculos foi preservado na Normandia.
Segundo Sylvette Lemagnen, curadora da tapeçaria, em seu livro de 2005, La Tapisserie de Bayeux:
| “ | A tapeçaria de Bayeux é uma das conquistas supremas do [estilo] românico normando (...). Sua sobrevivência quase intacta ao longo de nove séculos é quase milagrosa (...). Seu comprimento excepcional, a harmonia e frescor das suas cores, seu acabamento requintado, e a genialidade sua orientação se combinan para torná-la definitivamente fascinante. | ” |

O tecido é composto por 58 cenas, muitas delas com tituli latino, bordadas em linho com fios de lã coloridos. É provável que tenha sido encomendada pelo bispo Odo de Bayeux, meio-irmão materno de Guilherme, e feito para ele na Inglaterra na década de 1070. Em 1729, a tapeçaria foi redescoberta por estudiosos numa época em que era exposto anualmente na Catedral de Bayeux. A tapeçaria está agora exposta no Musée de la Tapisserie de Bayeux, em Bayeux, na Normandia, no norte da França e está inscrita desde 2007 na Memória do Mundo pela UNESCO.
Os desenhos da Tapeçaria de Bayeux são bordados e não em pontos tradicionais de tapeçaria, por isso não atendem a definições mais restritas de tapeçaria. No entanto, sempre foi referida como tapeçaria até recentemente, quando o nome "Bordado de Bayeux" ganhou espaço entre alguns historiadores da arte. Pode ser visto como um raro exemplo de arte românica secular. Tapeçarias adornavam igrejas e casas ricas na Europa Ocidental Medieval, embora com 0,5 por 68,38 m, a Tapeçaria de Bayeux seja excepcionalmente grande. Apenas as figuras e a decoração são bordadas, sobre um fundo deixado liso, que mostra o tema com muita clareza, o que foi necessário para cobrir grandes áreas.

## História

### Origens

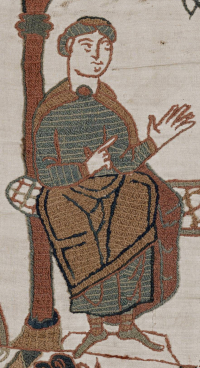
Bispo Odo de Bayeux

A referência escrita mais antiga conhecida à tapeçaria é um inventário de 1476 da Catedral de Bayeux, mas suas origens têm sido objeto de muita especulação e controvérsia.
A lenda francesa diz que a tapeçaria foi encomendada e criada pela rainha Matilda, esposa de Guilherme, o Conquistador, e suas damas de companhia. Na verdade, na França, é ocasionalmente conhecido como "La Tapisserie de la Reine Mathilde" ("A Tapeçaria da Rainha Matilda"). No entanto, análises acadêmicas do século XX concluíram que provavelmente foi encomendado pelo meio-irmão de Guilherme, o bispo Odo de Bayeux, que, após a conquista, também se tornou conde de Kent e, quando Guilherme estava ausente na Normandia, era regente da Inglaterra.
As razões para acreditar que a tapeçaria foi feita a pedido de Odo incluem:
1. três dos seguidores do bispo mencionados no Domesday Book aparecem na tapeçaria;
2. foi encontrada na Catedral de Bayeux, construída por Odo;
3. pode ter sido encomendada ao mesmo tempo que a construção da catedral na década de 1070, possivelmente concluída em 1077, a tempo de ser exposta na dedicação da catedral.

O bordado foi feito sobre linho, com lã tingida com vários pigmentos vegetais. A autoria do desenho é atribuída aos monges da Abadia de Santo Agostinho, em Cantuária. A tapeçaria mede cerca de 70 metros de comprimento por meio metro de altura. Nela são representadas cerca de 60 cenas, com tituli em latim. A primeira cena representa Eduardo o Confessor enviando Haroldo à Normandia. As últimas cenas retratam o desembarque de 28 de Setembro e a batalha de Hastings, até à coroação de Guilherme como rei de Inglaterra, no dia de natal de 1066. O modo de disposição dos desenhos é invulgar para a época e faz com que a tapeçaria seja também uma peça importante na história da arte. Alguns historiadores conferem à tapeçaria de Bayeux o estatuto de precursor da banda desenhada (no Brasil, história em quadrinhos).
A secção que representa a batalha de Hastings tem sido estudada por gerações de historiadores militares, como um documento acerca das armas, armaduras e parafernália militar em uso na época. É também um dos relatos disponíveis da batalha, apesar de assumir um ponto de vista obviamente favorável a Guilherme.
Com base na tapeçaria de Bayeux, acreditou-se por muitos anos que Haroldo II de Inglaterra (ou Harold Godwinson) tivesse morrido com uma seta no olho, durante a batalha. Recentemente, verificou-se que a figura pode ter sido mal identificada. Haroldo corresponderia a uma outra personagem da cena. Outra imagem importante contida na tapeçaria é o Cometa Halley, retratado em destaque por ser interpretado como um prenúncio da ascensão de Guilherme ao trono. De facto, cálculos astronómicos mostram que este cometa esteve visível em 1066.